# Соловьёв, Даниил Владимирович

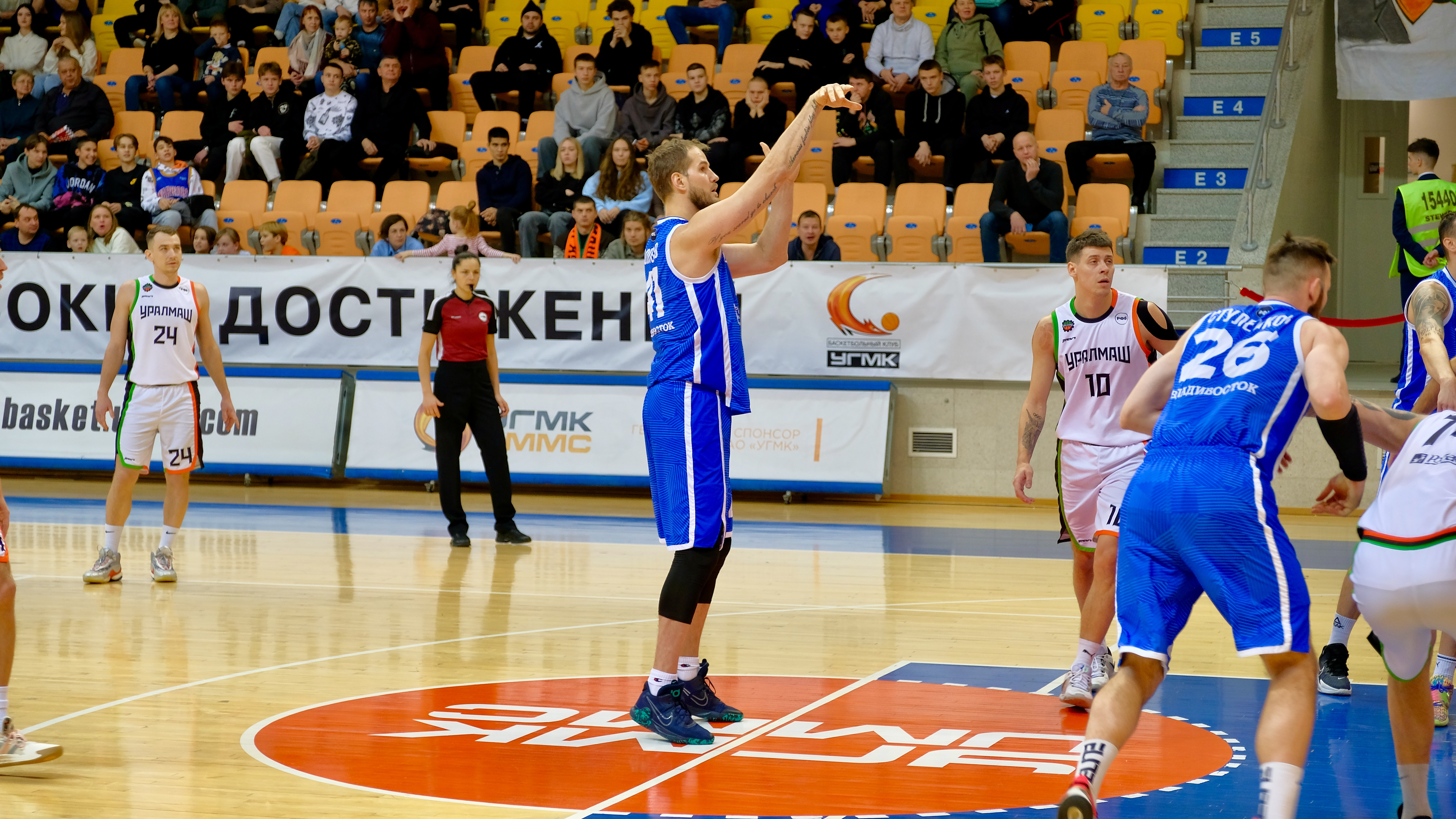
На линии штрафных в матче против Уралмаша

Соловьёв Даниил Владимирович (род. 1 февраля 1987, Владивосток, СССР) — российский профессиональный баскетболист, играющий на позиции центрового.

## Карьера
Воспитанник приморского баскетбола. Заниматься баскетболом начал в 7 классе. Первым тренером, открывшим для него дорогу в российский баскетбол, был Эдуард Сушко. Изначально хотел заниматься волейболом, но из за отсутствия данного вида спорта в программе, начал заниматься баскетболом.
Профессиональная карьера Соловьёва началась с выступления за «Спартак-Приморье» в первенстве ДЮБЛ в 2003 году. С тех пор прошёл молодёжный и основной состав главной баскетбольной команды Приморья.
В сезоне 2010/2011 Соловьёв в составе «Спартака-Приморье» провёл 14 матчей, набирая 3,7 очка, 2,4 подбора за 7 минут в среднем за игру. В январе 2011 года Даниил был отдан в аренду в «Иркут» до окончания сезона. За иркутскую команду в 10 матчах Соловьев в среднем набрал 15,1 очка и 11,1 подбора.
Перед началом сезона 2011/2012 Соловьёв стал игроком «Триумфа» на правах аренды. Средние показатели Соловьёва в чемпионате России составили 1,4 очка и 1,7 подбора за встречу. В матчах Кубка Вызова ФИБА Даниил набирал 2 очка, 2,4 подбора и 0,8 блок-шота в среднем за игру. В составе подмосковного клуба Соловьёв стал бронзовым призёром Кубка вызова ФИБА.
В сентябре 2012 года Даниил вернулся в «Спартак-Приморье».
В сезоне 2014/2015 Соловьёв стал вторым по результативности и по количеству выполненных подборов в составе «Спартак-Приморье». Статистика составила: 46 игр, 24:55 мин., 12,9 очка, 7,1 подбора, 0,9 блок-шота, 0,5 передачи, 0,5 перехвата в среднем за игру.
В августе 2015 года, заключив основной контракт с «Зенитом», был отдан в аренду в «Урал». За екатеринбургскую команду сыграл в 12 матчах и набирал 10 очков и 7,1 подборов в среднем за игру.
В декабре 2015 года петербургский клуб вернул Соловьёва в состав. В составе «Зенита» Даниил стал серебряным призёром Кубка России и бронзовым Единой лиги ВТБ.
В июле 2016 года Соловьёв стал игроком «Сахалина» и был выбран вице-капитаном команды. В Суперлиге провёл 16 игр, набирая в среднем 5,4 очка и 4 подбора.
В августе 2017 года перешёл в «Университет-Югра».
В сезоне 2023/2024 Соловьёв стал чемпионом Суперлиги.
По окончании сезона 2023/2024 Соловьев принял решение приостановить игровую карьеру по личным причинам.

## Личная жизнь
1 ноября 2016 года в семье Даниила и его супруги Марии родился сын Алексей.
Даниил увлекается джип-триалом в формате Rainforest Challenge.

## Достижения
- Бронзовый призёр Кубка вызова ФИБА: 2011/2012
- Бронзовый призёр Единой лиги ВТБ: 2015/2016
- Бронзовый призёр чемпионата России: 2015/2016
- Чемпион Суперлиги: 2023/2024
- Серебряный призёр Кубка России: 2015/2016
- Бронзовый призёр Кубка России (2): 2014/2015, 2019/2020

## Статистика
| Сезон                                                                                   | Команда          | Лига                           | GP | GS | MPG  | FG%  | 3P% | FT%  | RPG | APG | SPG | BPG | PPG |  |
| 2011/12                                                                                 | Все клубы        | Все лиги                       | 47 | 18 | 9,7  | 40,2 | 0,0 | 62,5 | 2,4 | 0,1 | 0,2 | 0,6 | 2,4 |  |
| 2011/12                                                                                 | Триумф           | ПБЛ                            | 17 | 7  | 6,5  | 32,0 | 0,0 | 87,5 | 1,6 | 0,1 | 0,1 | 0,1 | 1,4 |  |
| 2011/12                                                                                 | Триумф           | Балтийская лига                | 16 | 5  | 13,1 | 46,0 | 0,0 | 56,0 | 3,4 | 0,3 | 0,3 | 1,0 | 3,8 |  |
| 2011/12                                                                                 | Триумф           | Кубок вызова ФИБА              | 13 | 6  | 10,3 | 37,5 | 0,0 | 57,1 | 2,5 | 0,1 | 0,2 | 0,8 | 2,2 |  |
| 2011/12                                                                                 | Триумф           | Квалификация Кубка вызова ФИБА | 1  | 0  | 3,0  | 0,0  | 0,0 | 0,0  | 0,0 | 0,0 | 0,0 | 0,0 | 0,0 |  |
| 2012/13                                                                                 | Спартак-Приморье | ПБЛ                            | 17 | 6  | 9,3  | 27,8 | 0,0 | 68,8 | 1,9 | 0,2 | 0,1 | 0,2 | 1,2 |  |
| 2015/16                                                                                 | Все клубы        | Все лиги                       | 5  | 1  | 5,0  | 16,7 | 0,0 | 50,0 | 1,4 | 0,2 | 0,0 | 0,0 | 0,6 |  |
| 2015/16                                                                                 | Зенит            | Единая лига ВТБ                | 4  | 1  | 2,6  | 25,0 | 0,0 | 0,0  | 1,0 | 0,0 | 0,0 | 0,0 | 0,5 |  |
| 2015/16                                                                                 | Зенит            | Еврокубок                      | 1  | 0  | 14,8 | 0,0  | 0,0 | 50,0 | 3,0 | 1,0 | 0,0 | 0,0 | 1,0 |  |
|                                                                                         |                  | Всего                          | 69 | 25 | 9,3  | 37,4 | 0,0 | 63,8 | 2,2 | 0,2 | 0,2 | 0,4 | 2,0 |  |
| Наведите курсор мыши на аббревиатуры в заголовке таблицы, чтобы прочесть их расшифровку |                  |                                |    |    |      |      |     |      |     |     |     |     |     |  |